# Fiat 522
El Fiat 522 es un automóvil de pasajeros producido por Fiat entre 1931 y 1933. El 522 se ofreció en tres estilos de carrocería diferentes: 522C (SWB), 522L (LWB) y 522S (Sport).
El motor era un 2.516 cc en línea, con seis cilindros y una potencia de 52 CV (39 kW) o 65 CV (48 kW) para la versión Sport. El modelo también contó con una transmisión totalmente sincronizada de cuatro velocidades, que puso a este Fiat por delante de su tiempo.
El 522 fue el primer modelo en presentar el logotipo rectangular que posteriormente conocía a Fiat: la insignia utilizada aquí emplea letras de oro sobre un fondo rojo.
Se produjeron casi 6,000 ejemplos de los 522. También se ofreció un Fiat 522 CSS: en esta versión, el automóvil tenía una relación de compresión más alta y carburadores dobles.

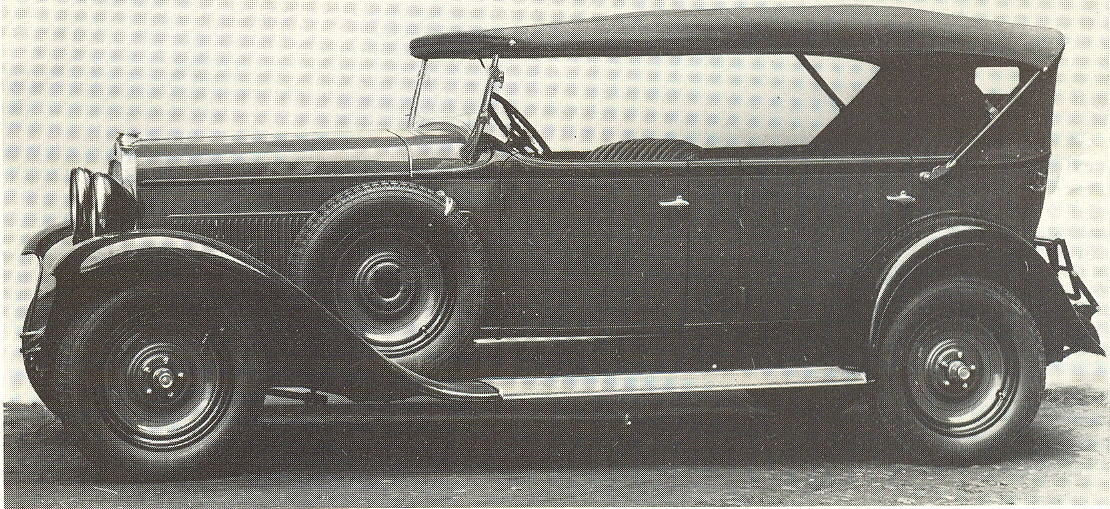
Fiat 522 L Torpedo 1931
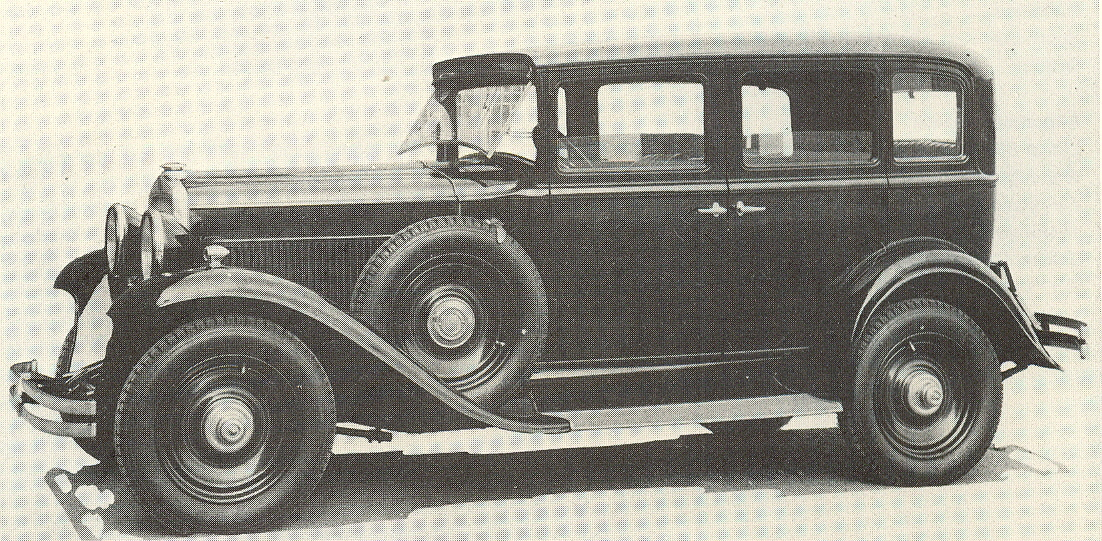
Fiat 522 C Sedan 1931